# Mortajadora
Una mortajadora o limadora vertical es una máquina cuya herramienta, dotada de movimiento rectilíneo alternativo, arranca viruta. al moverse sobre piezas fijadas sobre la mesa de la máquina. Las mortajadoras se utilizan principalmente para mecanizar ranuras, pero también se emplean para contornear levas, placas, palancas, tallar engranajes, etc. Las mortajadoras, al igual que las cepilladoras y las limadoras, tienen bajo rendimiento. Esto, unido a que se pueden realizar los mismos trabajos en piezas pequeñas con otras máquinas como la fresadora, ha contribuido a que no haya adquirido la perfección de otras máquinas herramienta. 

## Movimientos de trabajo
- Movimiento de corte: Por desplazamiento longitudinal y vertical de la herramienta.
- Movimiento de avance: Por desplazamiento transversal o circular de la pieza.
- Movimiento de profundidad de pasada: Por desplazamiento longitudinal o axial de la pieza.

- Datos: Q6024470